# 벌문재

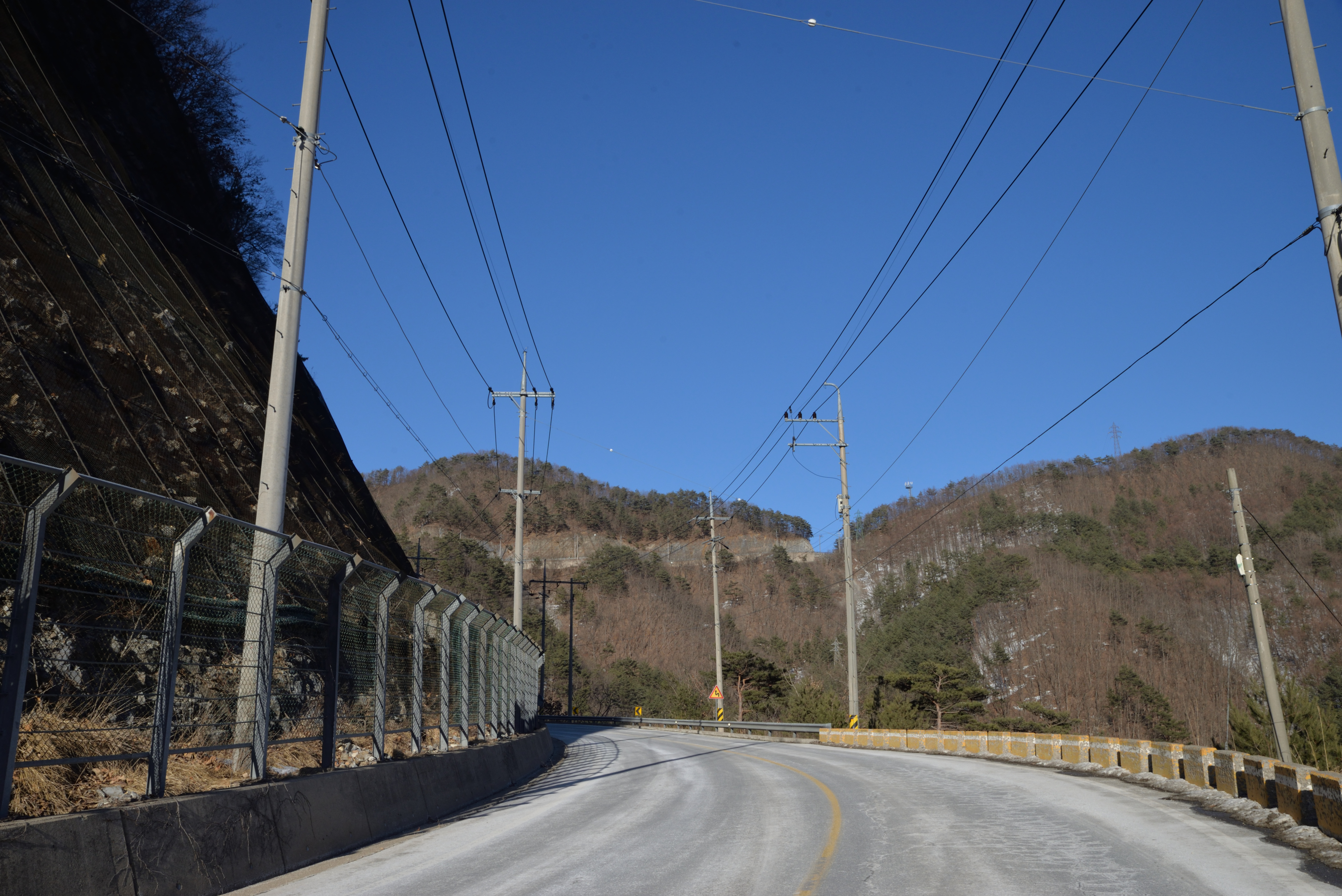
벌문재를 향해 오르는 지방도 제421호선, 정선군 정선읍 화암리

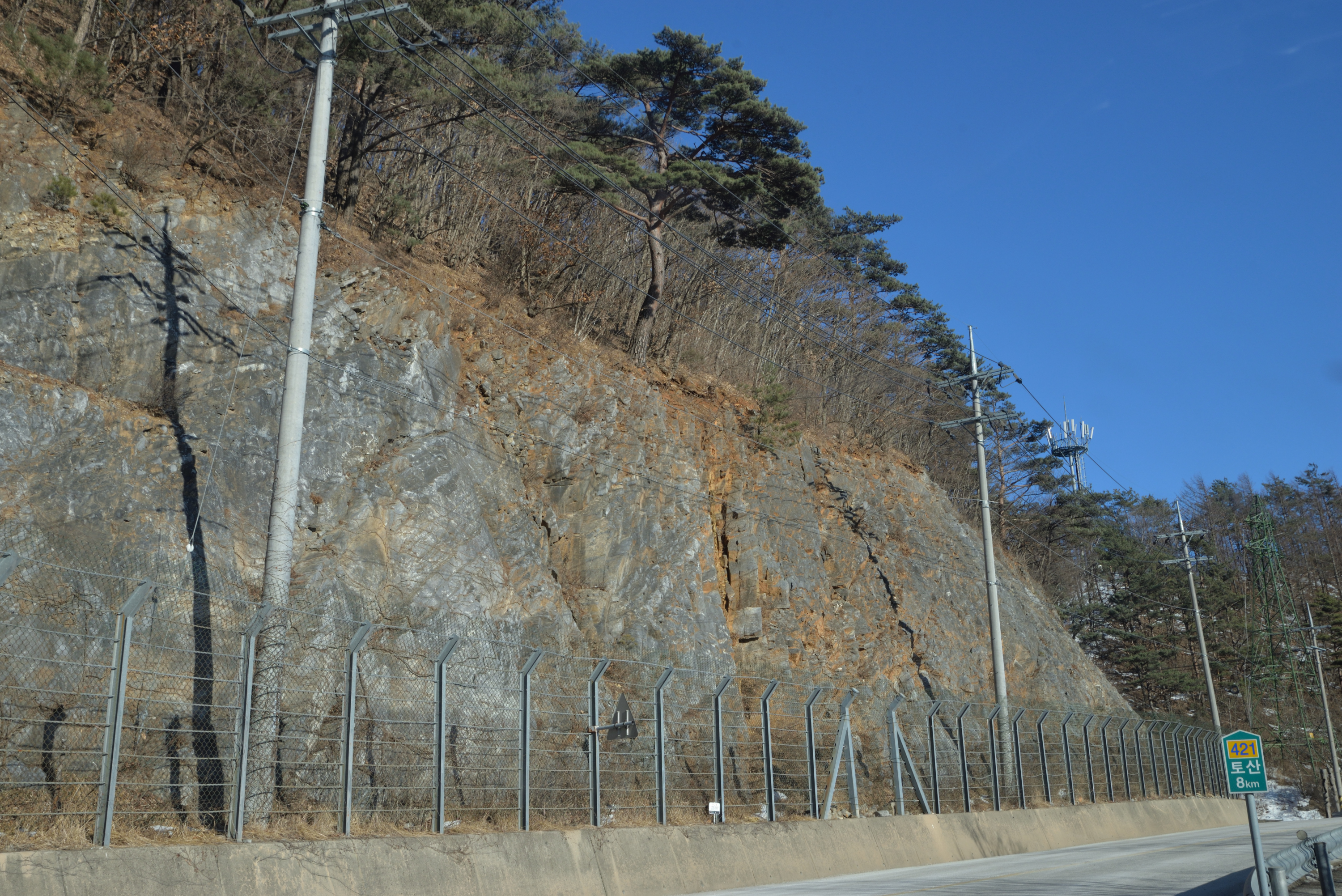
벌문재 정상 부근의 지방도 제421호선과 조선 누층군 막골층 노두

벌문재(筏文峙, Beolmunjae)는 대한민국 강원특별자치도 정선군 화암면 화암리와 임계면 덕암리 사이에 있는 고개다. 높이는 해발 795 m이다. 다른 이름으로 버실이재, 비슬이재, 벼슬이재라고도 불린다.

## 개요
머리를 뜻하는 '받'이 '볏'과 '벼슬'로 변해 한자인 비슬(琵瑟)을 취해서 이름이 지어졌으며, 이것이 변해 지금과 같은 여러 명칭으로 불리고 있다. 벌문재의 전래되어 오는 고유 지명은 버실이재, 비슬이재, 벼슬이재 등이다. 인근의 각희산(1083 m)으로 산행을 하는 등산객들이 산행을 시작하는 곳으로 많이 찾는다.

## 도로
지방도 제421호선(벌문재로)이 이 고개를 지나며, 정선군 화암면 화암리와 정선군 임계면 덕암리, 삼척시 하장면 토장리를 연결한다. 도로 절개사면에는 조선 누층군 막골층의 노두가 다수 출현한다.

## 같이 보기
- 한국의 고개
- 지방도 제421호선
- 막골층